# Церква Парк-Стріт
Церква Парк-Стріт (англ. Park Street Church) — консервативно-конгрегаціональна церква в центральній частині Бостона, поряд з парком Бостон-Коммон. Її будівництво розпочалось в 1809 році, і вона була побудована в дуже короткий термін — від початку будівництва  і до освячення церкви прошло менш ніж рік.
Є третьою з шістнадцяти точок на історичній Стежці Свободи.

## Історія і архітектура

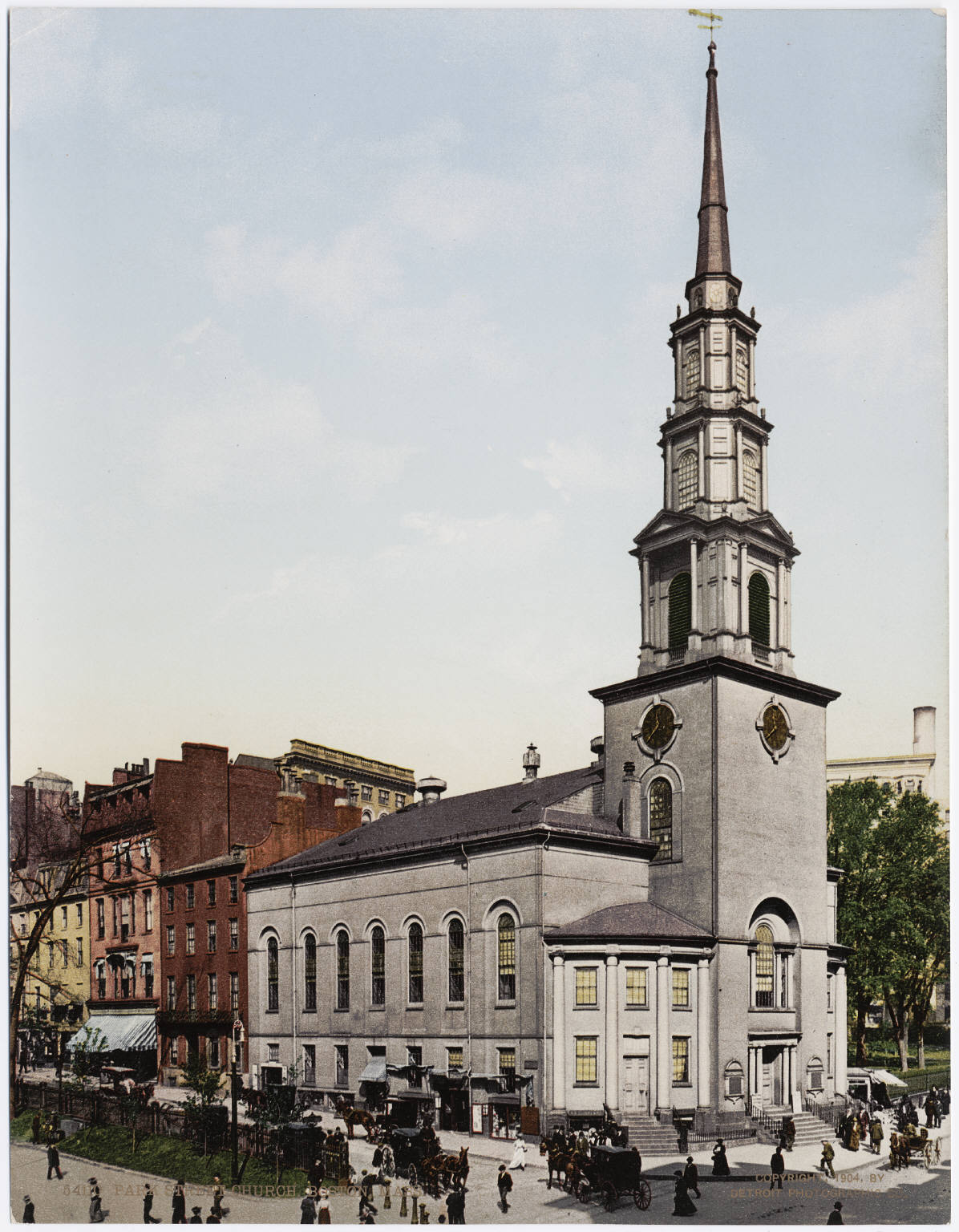
Церква Парк-Стріт (близько 1904 року)

Документ про заснування церкви був подписаний 27 лютого 1809 року — саме від цієї дати починається історія церкви Парк-Стріт, яка в 2009 році відзначала своє 200-річчя.
Місце для будівництва нової церкви було вибрано в березні 1809 року - на перетині вулиць Парк ( Park Street ) і Тремонт ( Tremont Street ), де раніше знаходилося бостонське зерносховище.
Церква Парк-Стріт будувалась за проектом архітектора Пітера Баннера (Peter Banner). Вважається, що цей проект був виконаний в стилі, навіяний роботами відомого англійського архітектора Крістофера Рена (1632-1723). Зокрема, шпиль церкви Парк-Стріт був спроектований за зразком шпиля лондонської церкви Святої Бригіти (англ. St Bride's Church).
Під час війни 1812 року в підвалі церкви зберігали порох. З тих пір за місцем, де знаходиться церква, закріпилась назва «сірий кут» (англ. Brimstone Corner).
Висота церкви зі шпилем — 217 футів (66 м). Після закінчення будівництва в 1810 році, вона стала найвищою будівлею Бостона, перевищивши Стару Північну церкву. Церква Парк-Стріт залишалась найвищою будівлею міста до 1867 року, коли було побудовано Ковенантську церкву (Church of the Covenant).